# Maria van Nieuwenhoven-Stempels
Johanna Catharina Maria van Nieuwenhoven-Stempels (Dordrecht, 10 mei 1884 - Laren, 12 september 1940) was een Nederlands  kunstschilder en tekenaar.

## Leven en werk
Maria Stempels was een dochter van assuradeur Pieter Stempels Rzn en Johanna Catharina Maria Dicke. Ze werd opgeleid aan de Academie van Beeldende Kunsten en Technische Wetenschappen in Rotterdam, als leerling van Ferdinand Oldewelt en Jan Striening. Ze schilderde en tekende bloemstukken, stillevens en figuren. Bij de avondcursus van de Rotterdamse academie leerde ze de schilder Willem van Nieuwenhoven (1879-1973) kennen, met wie ze in 1907 in Dordrecht trouwde. Het echtpaar vestigde zich in het Brabants schildersdorp Heeze. In januari 1910 had het Maria en Willem van Nieuwenhoven een gezamenlijke expositie in het meubelmagazijn Loyens in Breda. In 1913 werd zoon Willem jr. geboren, die als kunstenaar in het voetspoor van zijn ouders zou treden.
Vanaf 1910 woonde het gezin in de kunstenaarskolonie te Laren. Maria van Nieuwenhoven werd er lid van de Vereeniging voor Beeldende Kunsten Laren-Blaricum en in 1935 van de Gooische Schildersvereniging. Ze exposeerde onder meer met de verenigingen bij het hotel van Jan Hamdorff en Concordia in Bussum, en nam deel aan specifieke tentoonstellingen voor bloemstillevens in Villa Mauve en de Larensche Kunsthandel.
De schilderes overleed op 56-jarige leeftijd in het Sint-Jansziekenhuis in Laren.

## Enkele werken

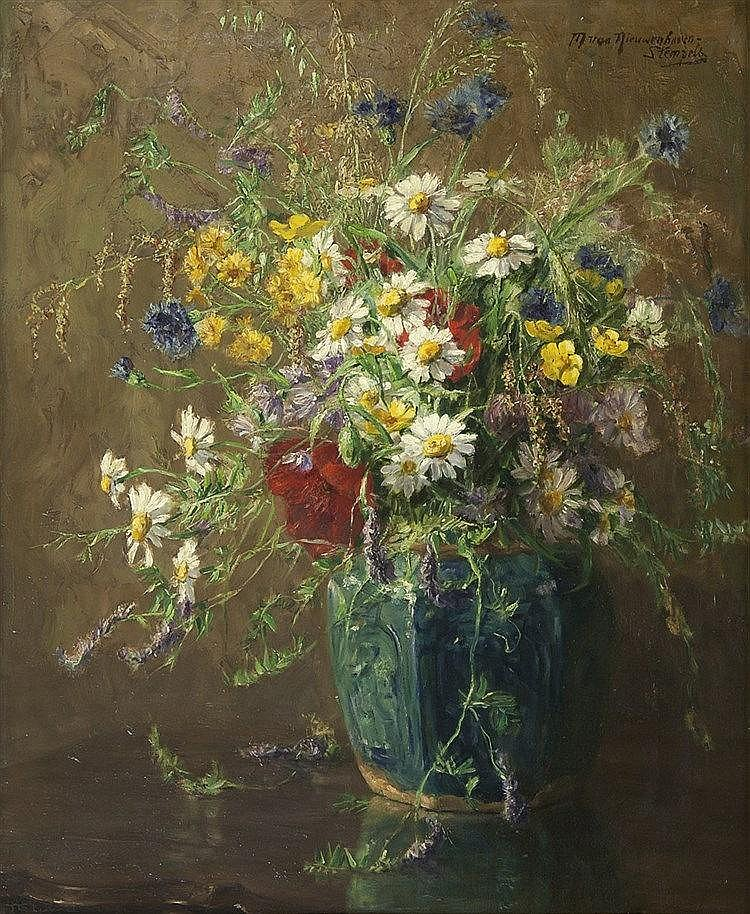
Veldboeket in een gemberpot
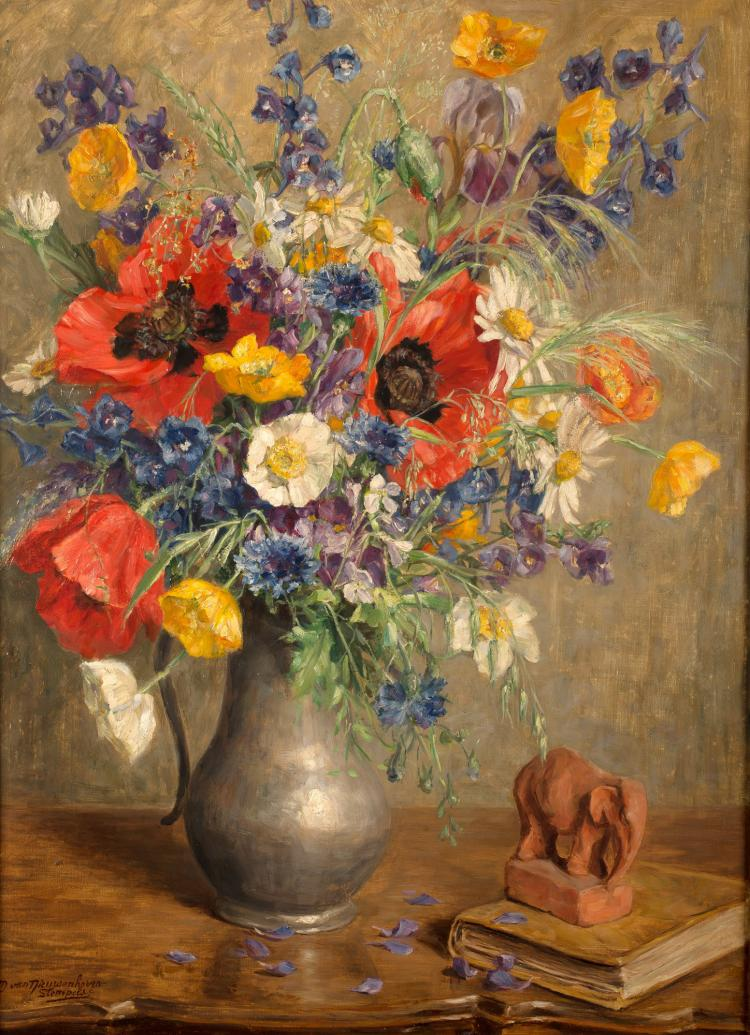
Veldboeket in een tinnen kan

- Biografisch Portaal: 76446520
- RKD-Nederlands Instituut voor Kunstgeschiedenis: 59534